# ФК Кено Јаунде
ФК Кено Јаунде камерунски је фудбалски клуб из Јаундеа. Основан је 1930. године и домаћин је на стадиону Ахмаду Ахиђо. Највише успеха клуб је остварио током 70-их и 80-их година прошлога века, када су доминирали Камерунским и Афричким фудбалом. У том периоду су освојили 8 националних шампионата, 8 националних купа и 3 КАФ Лиге шампиона и један КАФ Куп победника купова. После тог успешног периода клуб је ушао у резултатску кризу. Од тада до данас освојио је само два шампионата и три купа. 

## Трофеји

### Домаћи
- Прва лига Камеруна (10)

1970, 1974, 1977, 1979, 1980, 1982, 1985, 1986, 1991, 2002
- Куп Камеруна (12)

Победник: 1957, 1967, 1973, 1975, 1976, 1977, 1978, 1983, 1986, 1993, 1995, 1999
Другопласирани (5): 1960, 1974, 1980, 1985, 1998

### Међународни
- КАФ Лига шампиона (3)

1971, 1978, 1980
- КАФ Куп победника купова (1)

Победник: 1979
Другопласирани (3): 1977, 1984, 2000